# Ібелінський дім
Ібелінський дім (фр. maison d'Ibelin) — франкський шляхетний рід ХІІ—XV ст., що відігравав важливу роль у Єрусалимському королівстві. Його представники мали великі землеволодіння у Святій Землі й на Кіпрі. Родоначальник — Барісан д'Ібелін, вихідець з Північної Італії невідомого походження, якому єрусалимський король Фулько дарував землі. За родовою легендою, Ібеліни були вихідцями із французького поселення Ле-Пюїзе в Шартрському графстві у Франції. Назва дому походить від містечка Ібелін, де 1141 р. голова роду збудував Ібелінський замок, центр Ібелінської сеньйорії Яффського графства. Вигас у XV ст. Герб — червоний тамплієрський хрест на золотому щиті. Також — Ібеліни, з Ібеліна, Ібелінські (лат. de Ibelin, d'Ibelin).

## Походження сім'ї
«Lignages d'Outremer» стверджують, що Барісан д'Ібелін, засновник сім'ї, був братом «графа Гуйлена де Шартр» у Франції. Про цю особу нічого не відомо з інших джерел і його порівнюють із Гільдуїном, віконтом Шартрським, засновником родини Пюізе, який помер близько 1048 року і міг бути предком Барісіана (а не його брата). Ця можливість була під сумнівом: з одного боку, свідчення є частково помилковими, з іншого боку, коли Гуго дю Пюізе повстає проти короля, Барісан, який є його сенешалем продовжив підтримку короля, що робить близьке споріднення малоймовірним. Це свідчення, можливо, відображає той факт, що Барісан розпочав свою кар'єру в сім'ї

## Ібелини в XIII столітті

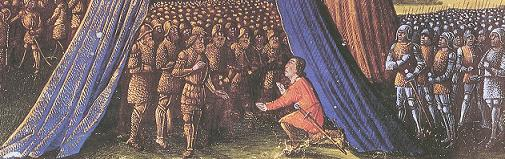
Здача Ібеліном Єрусалима Саладину.

Нащадки Баліана були одними з найвпливовіших вельмож у Єрусалимському та Кіпрському королівствах. Старший син Баліана, Жан д'Ібелін, «старий лорд Бейрута», був лідером опозиції Фредеріку II, німецькому імператору, коли він намагався нав'язати імперську владу державам хрестоносців. Сім'я ненадовго отримала контроль над замком Ібелін, коли після Шостого хрестового походу території були повернуті християнам за договором. Жан мав кількох дітей від Мелісенди д'Арзуф, серед інших Баліан, володар Бейруту, Бодуен, сенешаль Кіпру, інший Іоанн володар Арзуфа та коннетабль Єрусалиму та Гі, коннетабль Кіпру. Цей Баліан одружився з Еків де Монбельяр і став батьком Жана II Бейрутського, який одружився з донькою Гі I де ла Роша, афінського герцога. Іоанн з Арсуфа став батьком Баліана з Арсуфа, який одружився з Плезанс Антіохійською. Гі коннетабль був батьком Ізабель, яка вийшла заміж за Гуга III Кіпрського.
Другий син Баліана Філіп був регентом Кіпру разом зі своєю племінницею, овдовілою королевою Алісою. Від своєї дружини Аліси де Монбельяр Філіпп мав Жана д'Ібелена, графа Яффи та Аскалона, регента Єрусалимського королівства та автора єрусалимських ассизів, найважливішого юридичного трактату Королівства хрестоносців. Жан одружився з Марією, сестрою Хетума I і був батьком Жака, графа Яффи та Аскалона, а також відомого юриста, і Гі, який одружився зі своєю двоюрідною сестрою Марією, дочкою Хетума I.
Кілька членів родини оселилися в Королівстві Кіпр на початку XII століття. Більшість тих, хто залишився, емігрували пізніше, оскільки Єрусалимське королівство було знову завойоване мусульманами. Здається, немає жодного Ібеліна, який би знайшов притулок в іншій країні. У цей період деякі володарі Гібелета, пов'язані з Ібелінами, були відомі як «Ібеліни», можливо, через схожість імен, можливо, через їхнє спільне походження по материнській лінії.
Незважаючи на своє скромне походження, Ібеліни об'єдналися з вищою знаттю Кіпрського королівства, наприклад, приводячи дружин для молодших синів, онуків і братів королів (незважаючи на тенденцію королів та їхніх молодших синів шукати дружин королівського походження). Коли деякі з цих кадетів приходили на престол, дівчата Ібелін іноді ставали королевами. Ібеліни переїхали та одружилися серед вищого дворянського кола Кіпру, серед таких родин, як Монфори, Дамп'єри, Брансвіки, Лузіньян, Монбельярди та Гібеле. Вони також одружувалися між різними гілками Ібеліну. У них, звичайно, було багато видатних предків: Марія Комніна походила з однойменної візантійської імператорської династії та була пов'язана з царями Грузії, Вірменії та Болгарії.
Коли Кіпрське королівство зникло в XV століті, документи перестали їх згадувати .Нащадки Баліана були одними з ключових постатей у королівстві. Його перший син, Жан Старий Ібелін був лідером опозиції імператору Фрідріха II (імператору Священної Римської імперії), коли той намагався впливати імперським авторитетом на місцевих баронів. Династія ненадовго повернула контроль над замком Ібелін, в 1241 після закінчення Хрестових походів, коли деякі території були повернуті християнам за договором. У Жана було кілька дітей з Мелісандою з Арсуфа: Баліан, сеньйор Бейрута, Балдуїн, сенешаль Кіпру, другий Жан, сеньйор Арсуфа і коннетабль Єрусалима і Гі, коннетабль Кіпру.
Тоді ж деякі з Ембріако, сеньйорів Гібелета, прийняли прізвище Ібелін, через спорідненість із нею по жіночій лінії.
Незважаючи на своє скромне походження, Ібеліни, у XIII—XV століттях, були на перших ролях у кіпрському королівстві і віддавали своїх дочок заміж за молодших синів, онуків та братів королів. Вони укладали шлюби з іншими гілками своєї династії. Нащадки Ібелінів, через королівську династію Кіпру, є майже у всіх дворянських домах Європи.
Сеньйори Ібеліна :
- Барісан д'Ібелін (1134—1150) *

- Гуго д'Ібелін (1150—1170) *

- Балдуїн д'Ібелін (успадкував у 1170, але передав Баліану) *

- Баліан д'Ібелін (1170—1193) *
- Жан I д'Ібелін Старий (1193—1236) *

Згодом сеньйорія Ібелін належала графам Яффи і Аскалона.

## Ібелінський герб
Показаний тут щит Ібелін використовувався у фільмі «Царство Небесне», але не має нічого спільного зі справжньою родиною Ібелін. Досліджуючи щити та герби для фільму (де використовували справжні та штучні щити), члени виробничої групи виявили цей щит — червоний хрест на золотому полі — у музеї в Парижі, під яким було написано «Баліан 1180». Вони були в захваті, хоча це був не «їхній» Баліан, і використовували його як щит Ібеліна, незважаючи на те, що він не мав історичного зв'язку з цією родиною. Цю інформацію можна знайти в супутній книзі «Царство Небесне».
Жан де Жуанвіль у своїй розповіді про Шостий хрестовий похід згадує герб графа Яффського, яким на той час був Жан д'Ібелін. Жанвіль описує герб як «або з червоним хрестом patée», що приблизно перекладається як «пиріжка червоного хреста на золотій землі». Це означало б, що показаний тут щит не такий вже й далекий від опису, наданого Жаном де Жуанвілем. У джерелі залишається незрозумілим, чи це був герб графа Яффо, незалежно від того, хто володів цим графством, чи герб дому Ібелін. Бо Жан де Жуанвіль згадує інших Ібелін у своїй розповіді, але не пов'язує їх із згаданим гербом.

## Перше та друге покоління родини

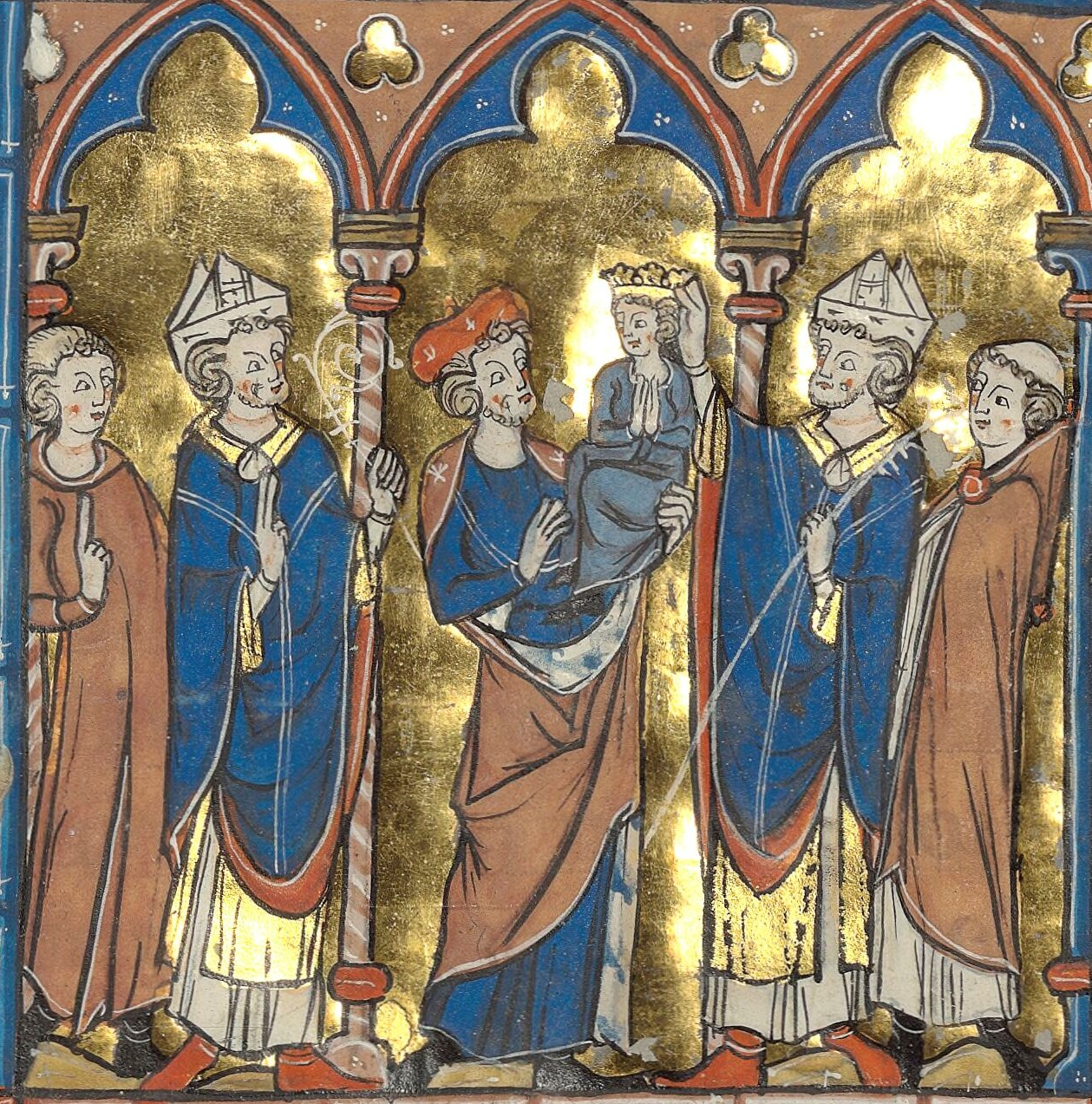
Баліан з Ібеліна з королем Балдуїном V

Родина Ібелінів виросла з відносно скромного походження до однієї з найважливіших знатних родин у державах хрестоносців Єрусалиму та Кіпру. Родина стверджувала, що походить від Ле Пюізе, віконтів Шартрських у Франції,, хоча це може бути пізніша фабрикація. Але більш імовірно, що вони походили з Пізи, Італія, ім'я «Барісан», широко поширене в Тоскані та Лігурії, пов'язане з родиною Аццопарді. Його перший відомий член, Барісан Ібелінський, очевидно, був лицарем на службі у графа Яффо та в 1110-х став коннетаблем Яффи. У нагороду за свою вмілу та віддану службу близько 1122 року він одружився з Гельвісою, спадкоємицею сусідньої сеньйорії Рамла.

## Замок
Ібеліном (Ibelin) на французький лад називався Явне, замок в Єрусалимське королівство. Він був побудований в 1141 між Яффой і Аскалоном, неподалік від Рамли і Монжизара. В ті часи Аскалон належав Фатіміди, які щороку влаштовували набіги на територію королівства. Новий замок мав зміцнити обороноздатність цих територій. Перший замок, збудований Фульком, мав 4 вежі.

## Перші Ібелини
Рід Ібелінів, спочатку скромного походження, перетворився згодом на одну з найважливіших сімей Єрусалимського королівства. Своїми предками вони вважали середньовічних віконтів французького Шартрського графства, але це пізня вигадка. Засновник династії Барісан Ібєлін був лицарем в графстві Яффа, а в 1110 рік став його коннетаблем. В подяку за службу він отримав можливість одружитися з Ельвіс, спадкоємиці сеньйорії Рамла. Барісан отримав замок Ібелін в 1141 ріку нагороду за лояльність королю під час заколоту (1134) графа Яффи Гуго II де Пюїзе. Ібєлін тоді був частиною графства Яффа, що став частиною королівського домену. У Борисана з Ельвіс було 5 дітей: Гуго, Балдуїн, Баліан, Ерменгарда і Стефанья. Крім Ібеліна династія успадкувала Рамлу через Ельвіс, а молодший син, Баліан II отримав місто після одруження на вдовствующей королеві Марія Комніна (королева Єрусалима) Марії Візантійської]. Баліан був останнім власником цих територій, тому що всі вони в 1187 рік були завойовані Саладін. За два покоління статус прізвища підвищився надзвичайно. У Єрусалимське королівство такий зліт був цілком можливий, на відміну від Європи. У Палестині люди, та й цілі династії вмирали набагато частіше, і їм потрібна була заміна.

## Титули
- господар/сеньйор Ібелінський (лат. Domini Ibelirni; з печатки Баліана ІІ)

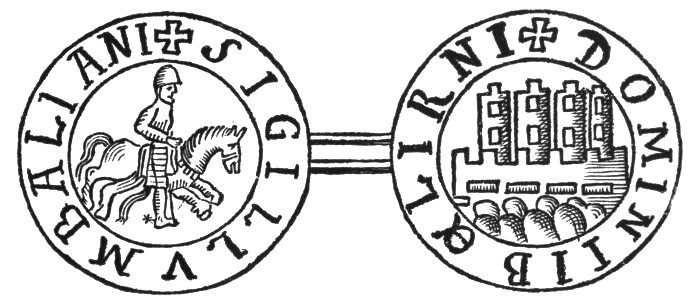
Печатка Баліана ІІ

- графи Яффські (Comes Joppensis)
- Сеньйор Бейруту

## Представники
- Барісан д'Ібелін (фр. Barisan d'Ibelin; помер у 1150 р.) — важлива фігура в Єрусалимському королівстві хрестоносців і засновник впливового роду Ібелін.
- Гуго д'Ібелін (фр. Hugues d Ibelin; до 1133 — бл. 1170) — сеньйор Рамли й Ібеліна, впливовий барон Єрусалимського королівства.
- Балдуїн д'Ібелін (фр. Baudouin d'Ibelin; близько 1133—1187) — впливовий барон Єрусалимського королівства в XII столітті.
- Баліан д'Ібелін (фр. Balian d'Ibelin; 1142–1193) — очолював захисників під час облоги Єрусалима в 1187 році.
- Жан I д'Ібелін (фр. Jean d'Ibelin; бл. 1179—1236) — відомий як Старий лорд Бейрута.
- Філіп Ібелін (фр. Philippe d'Ibelin; до 1180—1227) — дворянин, регент Кіпрського королівства з 1223 (фактично з 1218).
- Баліан III д'Ібелін (фр. Balian d'Ibelin, 1209 — 4 вересня 1247) — сеньйор Бейрута.
- Жан д'Ібелін (фр. Jean d'Ibelin бл. 1211 — грудень 1258) — сеньйор Арзуфа з 1236 року та конетабль Єрусалима з 1251 року.
- Жан д'Ібелін (фр. Jean d'Ibelin; 1215 — 7 грудня 1266) — граф Яффи і Аскалона.
- Жан д'Ібелін (фр. Jean d'Ibelin, 1230/31 — 1264) — сеньйор Бейрута з 1247 року.
- Жак д'Ібелін (фр. Jacques d’Ibelin; бл. 1240 — 1276) — граф Яффо і сеньйор Рамли в Єрусалимському королівстві (1266—1268, з 1268 титулярний)[7].
- Баліан д'Ібелін (бл. 1270 — 7 червня 1315 або 18 травня 1316) — представник впливового кіпрського феодального роду Ібелінів, один з організаторів і керівників заколоту баронів проти короля Генріха II де Лузіньяна та встановлення регентства в 1306 році. Титулярний князь Галілеї та Вифлеєму .